# Aspilota makita
Aspilota makita är en stekelart som beskrevs av Papp 2008. Aspilota makita ingår i släktet Aspilota och familjen bracksteklar. Inga underarter finns listade.